# Euglena cantabrica
Euglena cantabrica is een soort in de taxonomische indeling van de Euglenozoa. Deze micro-organismen zijn eencellig en meestal rond de 15-40 mm groot. Het organisme komt uit het geslacht Euglena en behoort tot de familie Euglenaceae. Euglena cantabrica werd in 1956 ontdekt door Pringsheim.
Euglena acus · 
Euglena adhaerens · 
Euglena anabaena · 
Euglena ascusformis · 
Euglena cantabrica · 
Euglena caudata · 
Euglena chlamydophora · 
Euglena clara · 
Euglena clavata · 
Euglena communis · 
Euglena contabrica · 
Euglena deses · 
Euglena elastica · 
Euglena elongata · 
Euglena geniculata · 
Euglena gracilis · 
Euglena granulata · 
Euglena hemichromata · 
Euglena intermedia · 
Euglena lata · 
Euglena limnophila · 
Euglena magnifica · 
Euglena minima · 
Euglena mutabilis · 
Euglena oblonga · 
Euglena obtusa · 
Euglena obtusata · 
Euglena ostendensis · 
Euglena oxyuris · 
Euglena pisciformis · 
Euglena polymorpha · 
Euglena proxima · 
Euglena repulsans · 
Euglena sanguinea · 
Euglena splendens · 
Euglena terricola · 
Euglena texta · 
Euglena tripteris · 
Euglena tuberculata · 
Euglena van-gloori · 
Euglena variabilis · 
Euglena velata ·
Euglena viridis